# Argulus nobilis
Argulus nobilis is een visluizensoort uit de familie van de Argulidae. De wetenschappelijke naam van de soort is voor het eerst geldig gepubliceerd in 1904 door Thiele.